# Detlef Zühlke

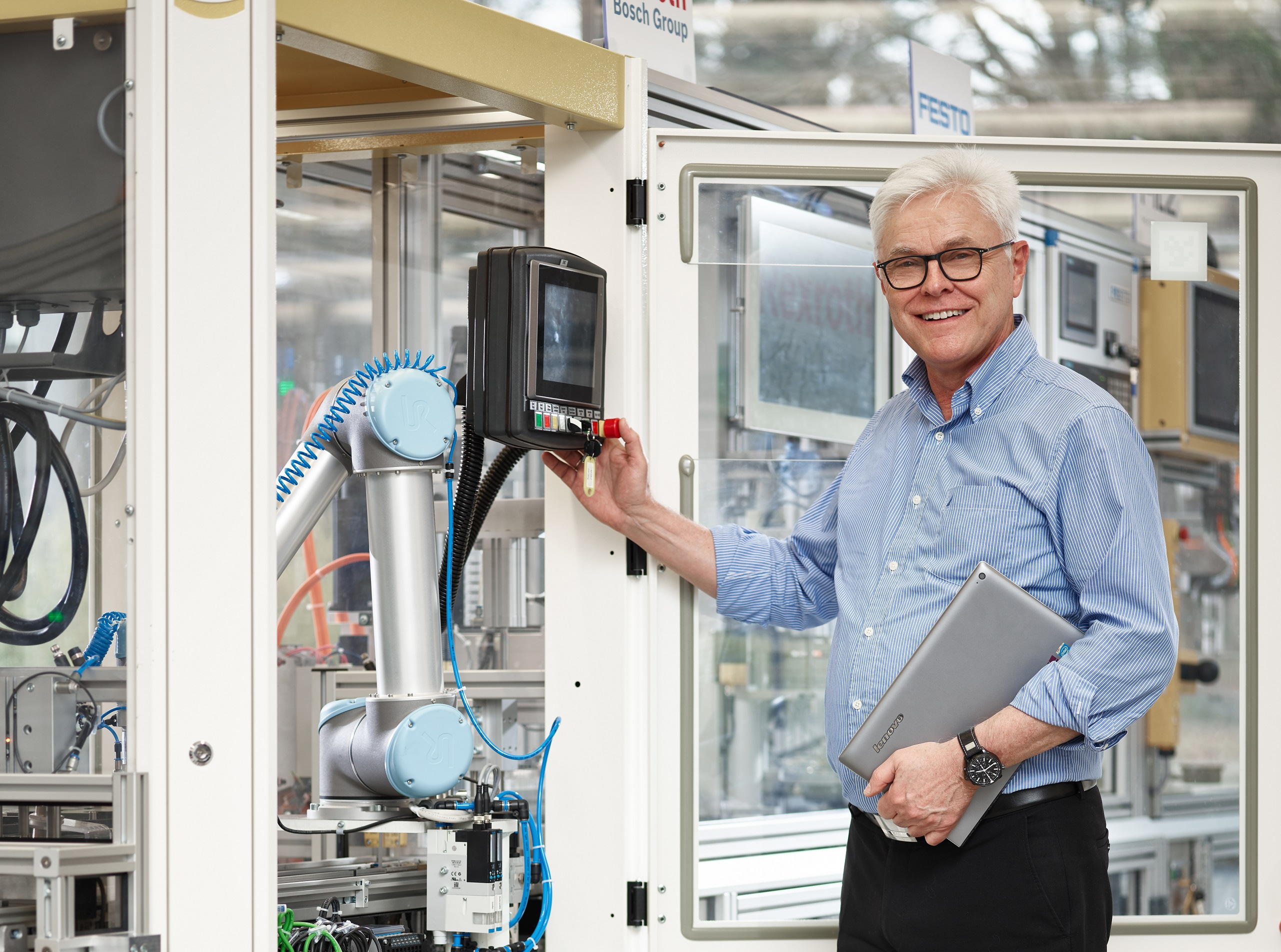
Detlef Zühlke

Detlef Zühlke (* 1949 in Bad Pyrmont) ist ein deutscher Ingenieur und Hochschullehrer.

## Werdegang
Zühlke studierte Elektrotechnik und technische Informatik an der RWTH Aachen, arbeitete von 1976 bis 1985 am Werkzeugmaschinenlabor WZL der RWTH Aachen und promovierte 1983 dort über Roboterprogrammierung zum Dr.-Ing. 1985 wechselte er zur Deutschen Lufthansa AG. Hier war er zuletzt als Hauptabteilungsleiter für die Flugzeugwartung zuständig.
Von 1991 bis 31. März 2017 war Zühlke Inhaber des Lehrstuhls für Produktionsautomatisierung (pak) an der Technischen Universität Kaiserslautern. 1998 gründete er hier das Zentrum für Mensch-Maschine-Interaktion (ZMMI), welches Forschungen und Dienstleistungen auf dem Gebiet der Gestaltung von Mensch-Maschine-Systemen für industrielle Anwendungen erbringt.
Von 2009 bis zum 31. Mai 2017 leitete er den Forschungsbereich Innovative Fabriksysteme (IFS) am Deutschen Forschungszentrum für Künstliche Intelligenz (DFKI) GmbH.
Zühlke ist Hauptinitiator der Technologie-Initiative SmartFactory KL e.V.
Er war Mitgründer des europäischen Dachverbands SmartFactory-EU EWIV mit Sitz in Kaiserslautern, dessen Gründungsgeschäftsführer er ist. Dieser Verband bietet eine Plattform für die Kooperation und Information.
Seine Bestrebungen in allen Forschungsbereichen gelten dem Transfer des Prinzips des „Internets der Dinge“ in das Fabrikumfeld: der „Factory-of-Things“.

## Rufe
- 1998: Ruf auf den Lehrstuhl für Produktionssysteme an der Ruhr-Uni Bochum.
- 2002: Ruf auf die Leitung des Fraunhofer-Instituts für Informations- und Datenverarbeitung IITB in Karlsruhe verbunden mit einer Professur für Interaktive Echtzeitsysteme an der Universität Karlsruhe.

## Auszeichnungen
- 1983: Borchers-Plakette der RWTH Aachen für herausragende Promotionsleistungen.[6]
- 2005: Verein Deutscher Ingenieure (VDI) – Ehrenplakette für die Verdienste in der VDI/VDE-Gesellschaft Mess- und Automatisierungstechnik (GMA).[7]
- 2011: Für seine langjährige Tätigkeit in den Leitungsgremien der International Federation of Automatic Control (IFAC), ist er mit dem IFAC Outstanding Service Award ausgezeichnet worden.[8]
- 2013: Für seine herausragenden Forschungsleistungen auf dem Gebiet der Fabrikautomatisierung wurde ihm durch die Hermann-Oberth-Fakultät der Lucian-Blaga-Universität Sibiu (ULBS) die Ehrendoktorwürde verliehen.[9]
- 2016: Verein Deutscher Ingenieure (VDI) – Ehrenzeichen des VDI für sein Engagement um den VDI und die VDI/VDE-Gesellschaft Mess- und Automatisierungstechnik (GMA).[10]
- 2017: Manufacturing Leadership (ML) Awards – Für geleistete Pionierarbeit auf dem Gebiet Industrie 4.0 zeichnet das Frost & Sullivan’s Manufacturing Leadership Council ihn zum Manufacturing Leader of the Year in den USA aus.[11]
- 2017: Verdienstorden des Landes Rheinland-Pfalz.[12]

## Ehrenämter
- Chairman des IFAC CC 4 on Mechatronics, Robotics and Components und Mitglied des Technical Board.
- 2002–2008: Chairman des International Federation of Automatic Control – IFAC TC 4.5 on Human-Machine-Systems.
- 2005–2019: Vorstandsvorsitzender der Technologie-Initiative SmartFactory KL e.V.; seit 2019: Ehrenmitglied des Vorstandes der SmartFactory-KL
- Obmann des VDI/VDE-GMA Fokusprojektes „Ambient Intelligence in der Automatisierung“.
- Wissenschaftlicher Leiter des USEWARE-Kongresses.
- Mitglied des Rates der Gouverneure des the Manufacturing Leadership Council.[13]
- Mitglied des wissenschaftlichen Beirats der Plattform Industrie 4.0.[14]
- Anfang 2016 von der rheinland-pfälzischen Ministerpräsidentin Malu Dreyer zum Wissenstransferbotschafter ernannt.[15]

## Beiratstätigkeiten
- Am 30. Juni 2015 vom Manufacturing Leadership Council (USA), in das board of governors (Direktorium) gewählt.[16]
- Im Dezember 2015 von der österreichischen Regierung zum Beirat der FTI-Initiative „Produktion in der Zukunft“ ernannt.[17]

## Werke (Auswahl)
- Useware-Engineering für technische Systeme, Springer Verlag, 2004.
- Der intelligente Versager – Das Mensch-Technik-Dilemma, Primus Verlag, 2005.
- SmartFactoryKL – A Vision becomes Reality. Keynote Paper Moscow, 13th IFAC Symposium on Information Control Problems in Manufacturing, 2009.
- SmartFactory — Towards a factory-of-things, IFAC Annual Reviews in Control, Volume 34, 2010.
- Model-Driven Development of Advanced User Interfaces, Springer Verlag, 2011.
- Die Smart Factory für individualisierte Kleinserienfertigung. In: Gunther Reinhart. Handbuch Industrie 4.0: Geschäftsmodelle, Prozesse, Technik. Chapter 6, Pages 691-707, Carl Hanser Verlag, München, 2017.